# Elliot Quest
Elliot Quest es un juego de plataformas de acción y aventura hecho por el desarrollador mexicano Ansimuz Games. Fue lanzado para Microsoft Windows en 2014, seguido al poco tiempo por un port de Wii U en 2015, y posteriormente porteado a otras plataformas a lo largo de 2017. Se asemeja a juegos como Metroid, Castlevania II: Simon's Quest, y Zelda II: The Adventure of Link.

## Trama
El demonio Satar le ha echado una maldición a Elliot, que lo convertirá en un demonio si no es tratada; Elliot se dispone a buscar una cura.

## Jugabilidad
Elliot Quest es un juego de desplazamiento lateral de acción y aventura, con un mundo visto desde arriba que conecta varias áreas. Al comienzo del juego, Elliot solo podrá correr, saltar y disparar flechas, pero, a medida que adquiera ítems nuevos y gane experiencia, obtendrá nuevas habilidades como, por ejemplo, doble salto, rebotar sobre los enemigos, etc. Estos poderes le darán acceso a nuevos lugares en el mundo. También habrá pueblos donde Elliot podrá hablar con los NPC para que le den pistas, las cuales suelen ser crípticas.

## Desarrollo
El juego fue desarrollado originalmente en HTML5, lo que hizo al juego jugable en las plataformas de PC y Wii U, en este último caso gracias al Nintendo Web Framework. El código fuente fue porteado a una base en C++, volviéndolo jugable en otras plataformas.

## Recepción
Elliot Quest ha recibido reseñas generalmente positivas de parte de los críticos. Nintendojo le dio una A+, su puntuación más alta posible, y concluyó que «Elliot Quest ofrece una de las experiencias más entretenidas y gratificantes que un juego de aventuras puede ofrecer». Nintendo World Report lo puntuó con un 8/10 y lo llamó «un juego tremendo que, si tienes alguna afinidad por los aspectos de los juegos de Zelda II y Metroid, es algo que deberías obtener lo antes posible». Arcade Sushi premió al juego con un 8/10 diciendo que «no hay duda de que Elliot Quest es un homenaje a juegos como Zelda 2 y Castlevania, pero también hay mucha originalidad aquí, especialmente en la narrativa del juego». Digitally Downloaded.net fue menos entusiasta, dándole al juego 3/5 estrellas y diciendo que «hace lo suficiente para asemejarse al juego en el que se inspira (Zelda 2: The Adventure of Link), pero al mismo tiempo no consigue llevar al género retro a la modernidad como lo han hecho otros juegos como Shovel Knight y Rogue Legacy».